# Austropop

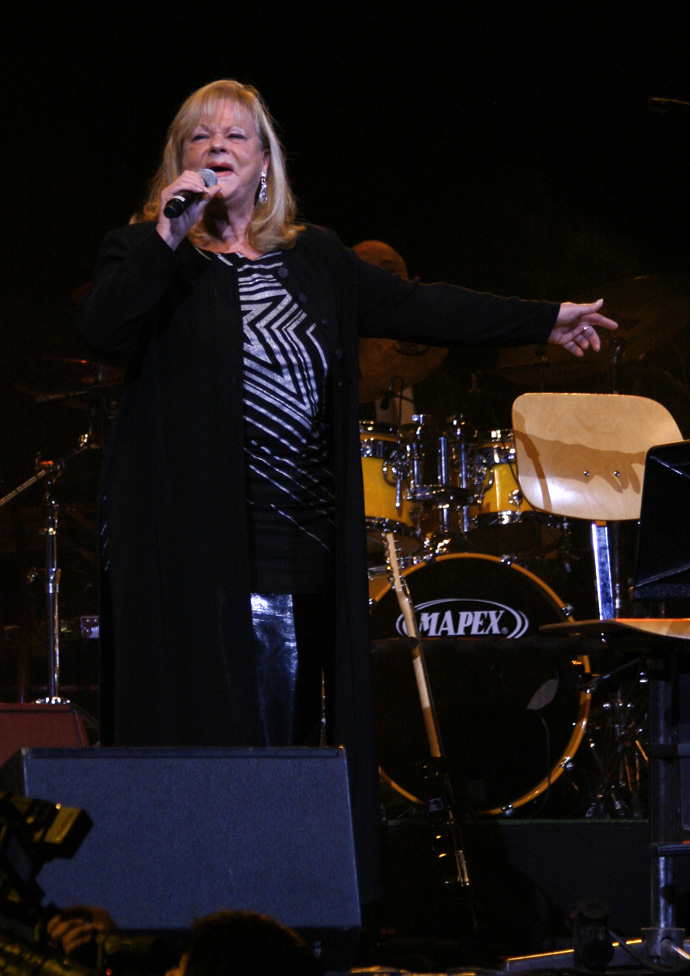
Marianne Mendt (2008)

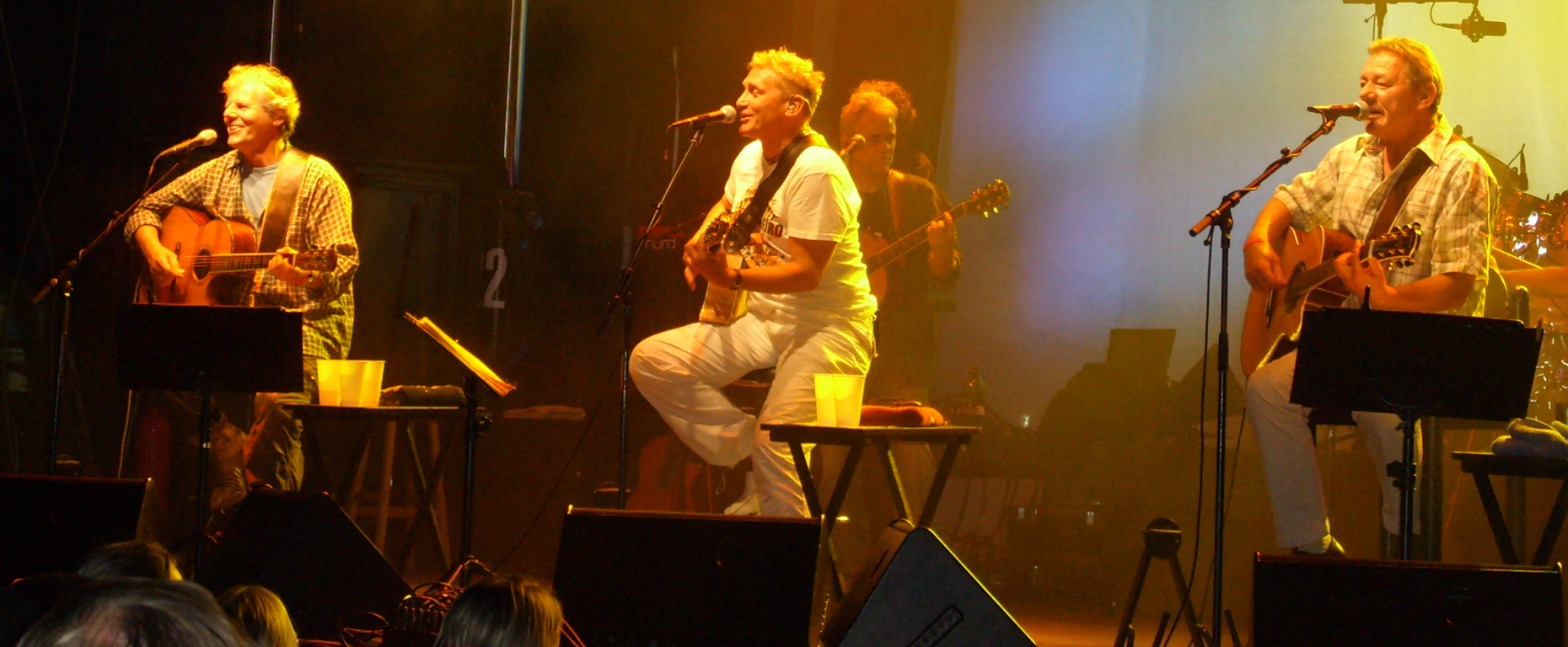
Ambros, Danzer, Fendrich: Austria 3 (Imst 2006)

Austropop ist eine seit Ende der 1960er Jahre geläufige Bezeichnung für Popmusik aus Österreich. Zu den bekanntesten Künstlern des Genres zählen Falco, Wolfgang Ambros, Georg Danzer, Marianne Mendt, Rainhard Fendrich, E.A.V., S.T.S., Ludwig Hirsch, Stefanie Werger, Peter Cornelius und Opus.

## Begriff
Peter Kupfer, Chefredakteur des Monatsmagazins Hit, beansprucht, den Begriff Austropop erfunden zu haben. Das Magazin propagierte ab 1971 jegliche österreichische Musik – von Punk bis Schlager – als Ausdruck der Jugendkultur unter dem Begriff. Die Rundfunkmoderatorin Evamaria Kaiser will den Begriff 1972 bei einem Konzert in Graz erfunden haben.
Zu Beginn wurde insbesondere Popmusik mit Texten in österreichischem Dialekt als Austropop bezeichnet. Mittlerweile wird darunter allgemein Popmusik aus Österreich verstanden, wobei die Sprache der Texte irrelevant ist.
Austropop beinhaltet populäre, und dementsprechend kommerziell erfolgreiche, Musik verschiedener Genres aus dem Popmusikspektrum von Rock über Hip-Hop bis hin zur Alternative-Szene. Überschneidungen bestehen mit der Neuen Volksmusik oder dem Alpenrock, also einer Mischung aus Alpenländischer Volksmusik und Rockmusik. Gewöhnlich nicht zum Austropop gerechnet wird der Schlager inklusive des volkstümlichen Schlagers.
Edward Larkey bezeichnete Austropop 1992 als transkulturellen Musikstil, der importierte musikalische und kulturelle Innovationen mit heimischen Stilen und Traditionen vermischt, wodurch neue Stile und Konventionen entstünden. Diese führten zu Veränderungen in der kulturellen Tradition des Landes. Er sieht vier Phasen, die sich wiederholen: Zuerst würden internationale musikalische Entwicklungen (wie die Entwicklung des Rock rund um 1970) in Österreich konsumiert, dann von heimischen Musikern imitiert, schließlich eingedeutscht und unabhängig etabliert.

## Geschichte

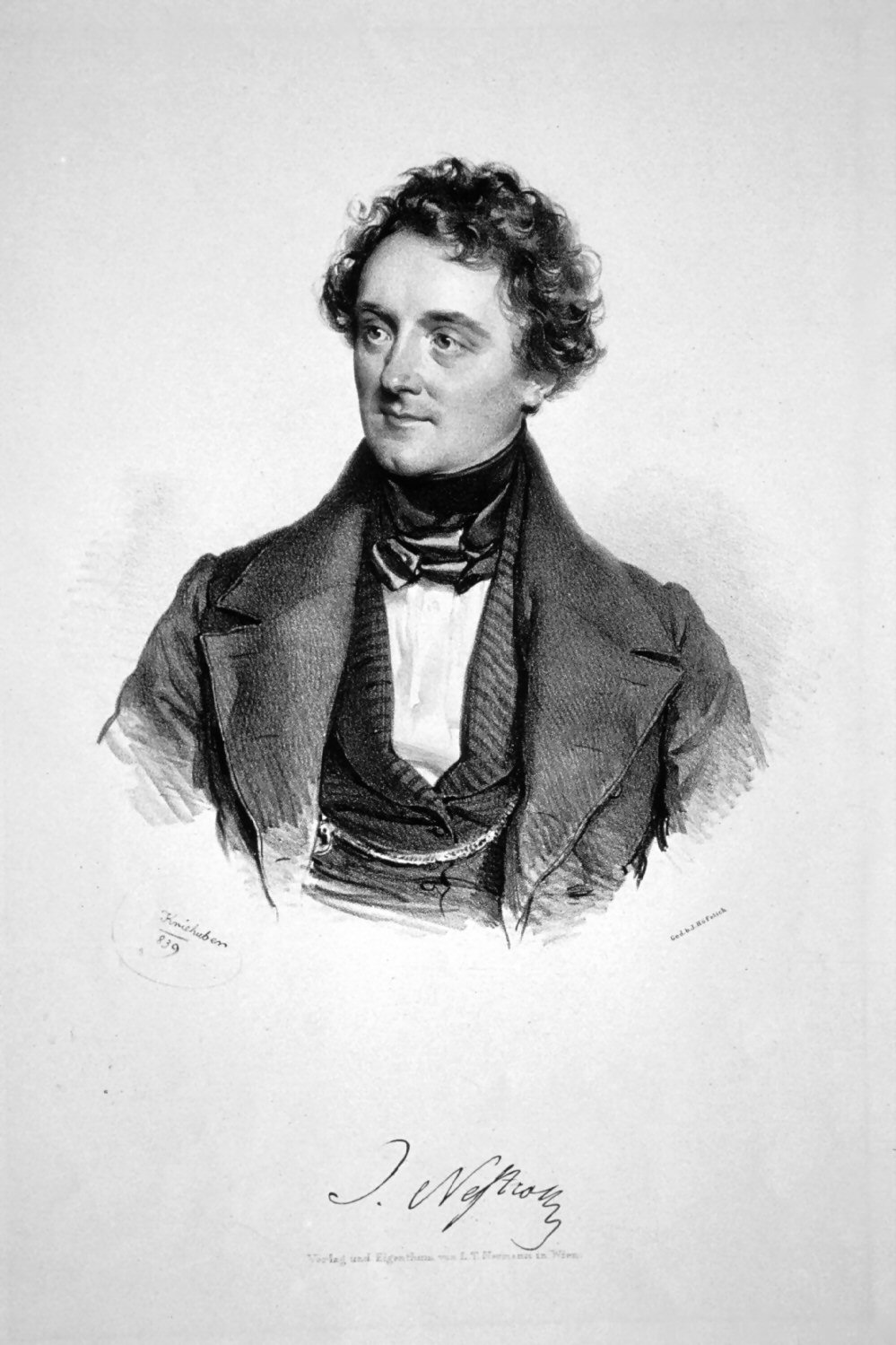
Johann Nepomuk Nestroy (1839)

### Ursprünge
Die Ursprünge des Austropop können bis in das 19. Jahrhundert mit dem satirischen Theater verfolgt werden. Wegbereiter dafür waren Johann Nestroy und Ferdinand Raimund, die mitunter als Vorväter in der Tradition des oft politisch und gesellschaftlich kritischen und im Dialekt vorgetragenen Gesangs genannt werden. War Raimunds Werk noch an die Biedermeier-Zeit angelehnt, gingen Nestroys Stücke bereits auf die gesellschaftlichen Umwälzungen des Vormärz ein.
Weitere Einflüsse kommen aus dem Bereich Wienerlied. Ein berühmter, vor allem als Schauspieler, aber auch als Interpret bekannter Vertreter dieses Genres war Hans Moser, der zwischen Ende des 19. und Mitte des 20. Jahrhunderts als Volksschauspieler tätig war. Das Bekannteste von ihm gesungene Lied ist Die Reblaus.
In der Nachkriegszeit schrieben der Textdichter Erich Meder und der Komponist Hans Lang sehr erfolgreich Schlager mit Texten im Dialekt, die meist von Maria Andergast gesungen wurden. Bekannte Titel sind z. B. A fesche Katz, Bauernsamba oder Tramhapertes Menscherl. In den 1950er Jahren feierte das österreichisch-schweizerische Duo Pirron und Knapp seine Erfolge mit Kabarettmusik. Ihre Texte waren wie bei Moser im Dialekt geschrieben und wurden mit Humor vorgetragen.
In den 1950er und 1960er Jahren entwickelte sich – kurz vor der Dialektwelle – der Schlager zu einer immer beliebteren Musikrichtung. Musiker wie Udo Jürgens oder Peter Alexander feierten mit ihrer Mischung aus Popmusik, Schlager und Chanson in Österreich und auch in Deutschland große Erfolge. Als Schlagerinterpreten werden sie aber gewöhnlich nicht zum Austropop gezählt.

### Die Dialektwelle der 1970er Jahre
Die Entstehung des Austropop ging mit einer Reihe von Künstlern einher, die in ihrem Dialekt, anfangs vor allem dem Wienerischen, sangen. Bereits in den 1960er Jahren hatte die Worried Men Skiffle Group mit Glaubst i bin bled einen für damalige Zeiten beachtlichen Hit präsentiert.

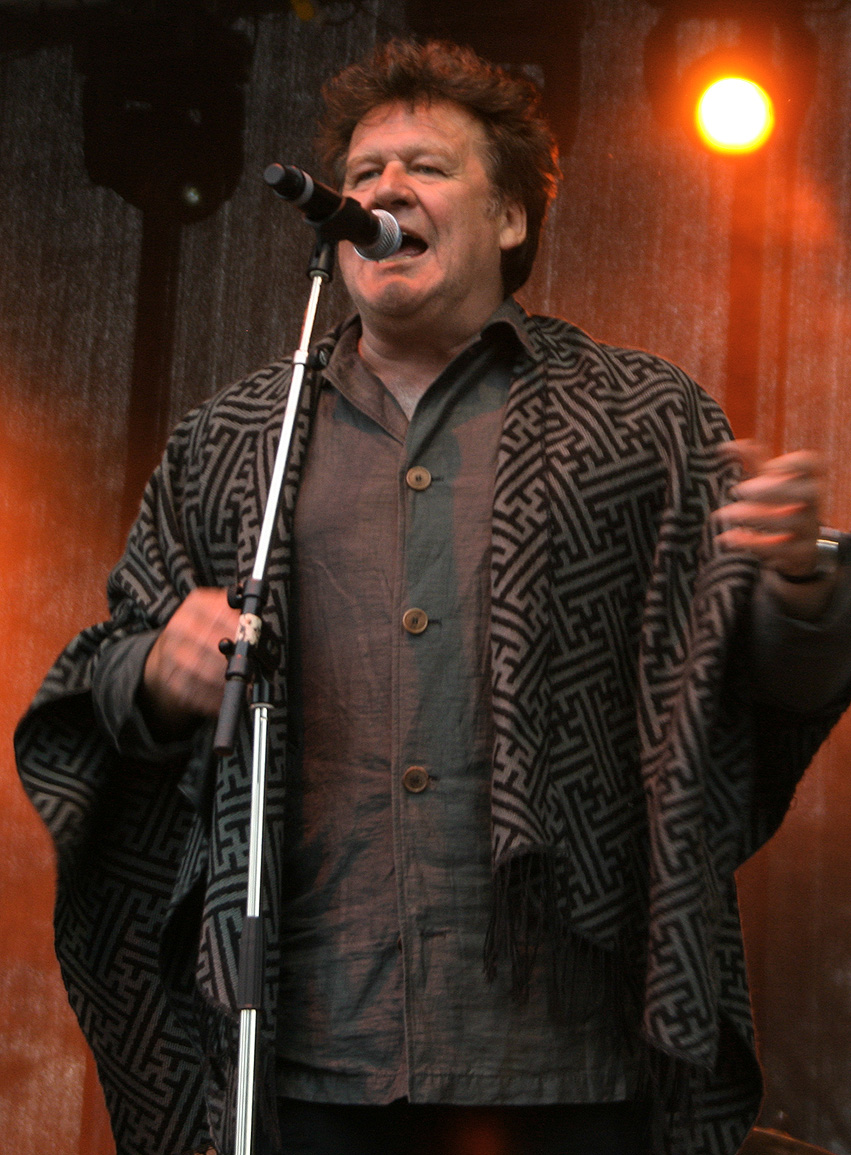
Wilfried (2008)

Ende der 1960er Jahre und Anfang der 1970er Jahre schufen dann eine Reihe von Musikern, neben Liedern auf Hochdeutsch, auch zunehmend solche in ihrem Dialekt. Unter den ersten landesweit populären Aufnahmen waren die Worried Men Skiffle Group mit ihrem legendären Auftritt bei der Sendung Wünsch Dir Was am 8. Oktober 1970 und ihrem umweltkritischen Text Der Mensch is a Sau, dem Zeitgeist der 1960er entsprechend mit Untertiteln „Schwein“ für die Zuseherinnen und Zuseher im weiteren deutschsprachigen Sendegebiet, der BRD und der Schweiz. Es erschienen Marianne Mendts Wia a Glock’n (1970; Text: Gerhard Bronner) und Wolfgang Ambros’ Da Hofa (1971; Text: Joesi Prokopetz), aber auch dem Chanson nahestehende Songs von Liedermachern wie André Heller (A zigeina mecht i sei, 1970), Arik Brauer (etwa Sie hab’n a Haus baut und Sein Köpferl im Sand/„Hinter meiner, vorder meiner“) – das Album erreichte zweimal Gold – oder Georg Danzer und den Madcaps (I man I dram 1970), die als Begründung des Austropop gelten.
Einen weiteren Achtungserfolg erzielte Georg Danzer, der schon früher einzelne Dialekt-Songs geschrieben hatte, mit der Single Der Tschik im Jahr 1972. Seinen Durchbruch hatte er etwas später mit Jö schau (1975). Experimentell blieb der frühe Austropop weiterhin mit Liedern wie Alle Menschen san ma zwider von Kurt Sowinetz (1972), einer Textfassung zu Beethovens Neunter, der heutigen Europahymne, oder dem Musical Der Watzmann ruft (Ambros, Tauchen, Prokopetz, 1974). Mit dem ersten Hit von Wilfried, Ziwui ziwui 1972, und Bilgeri & Köhlmeiers Oho Vorarlberg 1973 kam der Austropop über die Wiener Szene hinaus. Ausgehend vom Erfolg dieser Lieder wurde der Dialekt in der Popmusik des ganzen Landes etabliert.
Zur Popularität dieser jungen Musiker trug auch ab 1969 vom österreichischen Rundfunk (ORF) geschaffenen Sendungen Showchance, sowie Spotlight bei. Als eine Plattform für neue Schlagerinterpreten geplant, entwickelte sich aus diesen Aktionen unter anderem die Karriere des Sängers und Gitarristen Peter Cornelius. Ihm wurde, wie auch mitunter Ambros, eine musikalische Nähe zu Danzer nachgesagt, dessen Texte aber wesentlich ernster als jene Cornelius’ waren. Poetisch extrem präsentierte sich Ludwig Hirsch, dessen Lied Komm, großer schwarzer Vogel  1978 im Rundfunk nicht nach 22 Uhr gespielt werden durfte.
Ungeachtet des gegen deutschsprachige Unterhaltungsmusik gerichteten „Schnulzenerlasses“ von ORF-Generalintendant Gerd Bacher wurde der Austropop in der Anfangszeit des 1967 gegründeten ORF-Radiosender Ö3 von einzelnen Radiomachern wie Evamaria Kaiser oder André Heller nachdrücklich gefördert. Die Entwicklung dieser Strömung war zum Teil auch auf die Dominanz englischsprachiger Musik in der Popkultur zurückzuführen, was Texter und Interpreten dazu brachte, ihre Texte auf Deutsch oder in ihrer jeweiligen Mundart vorzutragen. Die Sprache bildete dann auch die größte Hürde für viele der Künstler, die internationale, über den deutschsprachigen Raum hinausgehende Erfolge vielfach behinderte.

### Von deutschsprachig zu Englisch, von Mundart zu New Wave

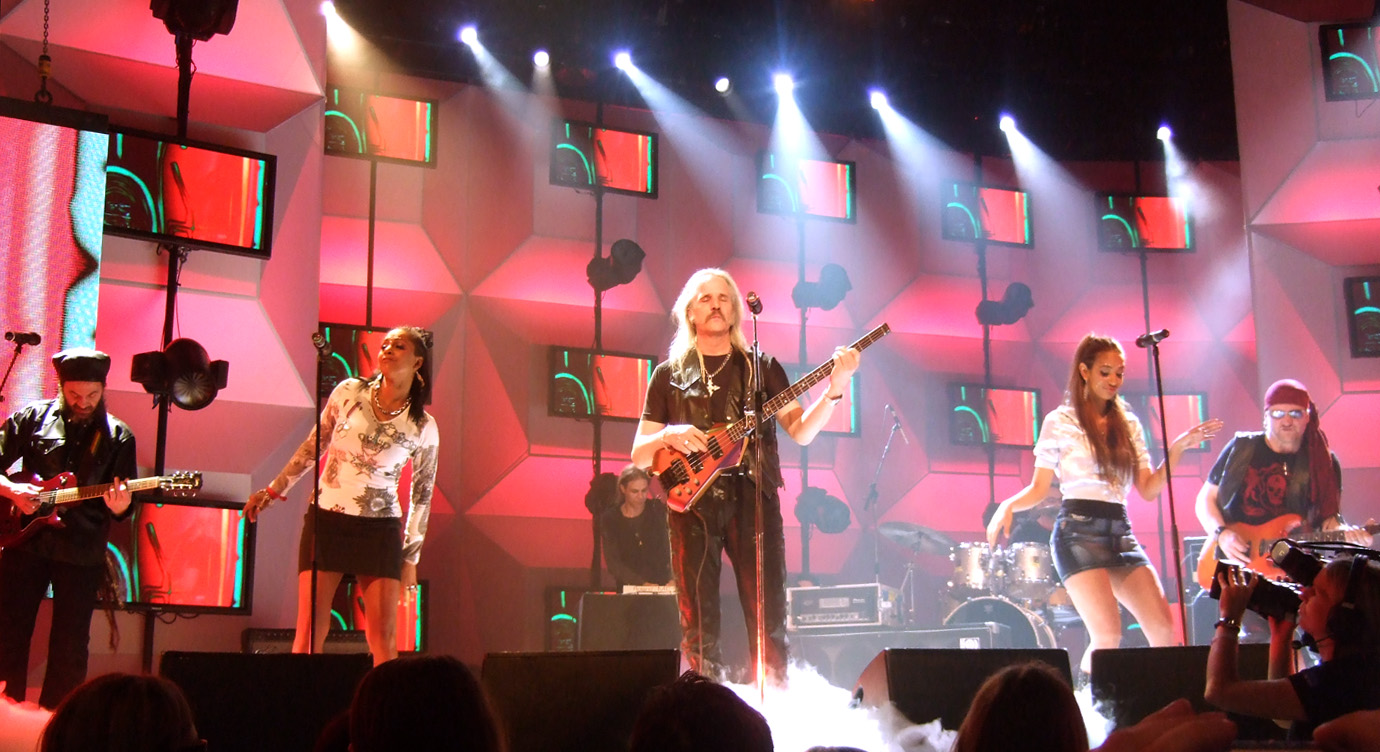
Kurt Hauenstein (2008)

Der Austropop erlebte zwei Höhepunkte: Der erste war zwischen 1973 und 1976, wo Wolfgang Ambros und Georg Danzer ihre großen Erfolge hatten, die heute noch sehr gefragt sind.
Der Rennbahn-Express schätzte 1976, die erfolgreichsten Austropop-Künstler nach monatlichem Einkommen seien Waterloo & Robinson (120.000 ATS), Christian Kolonovits, Ambros, Danzer, Goldie Ens, Wilfried, Acid, Turning Point, Schmetterlinge und Misthaufen (1.000 ATS).

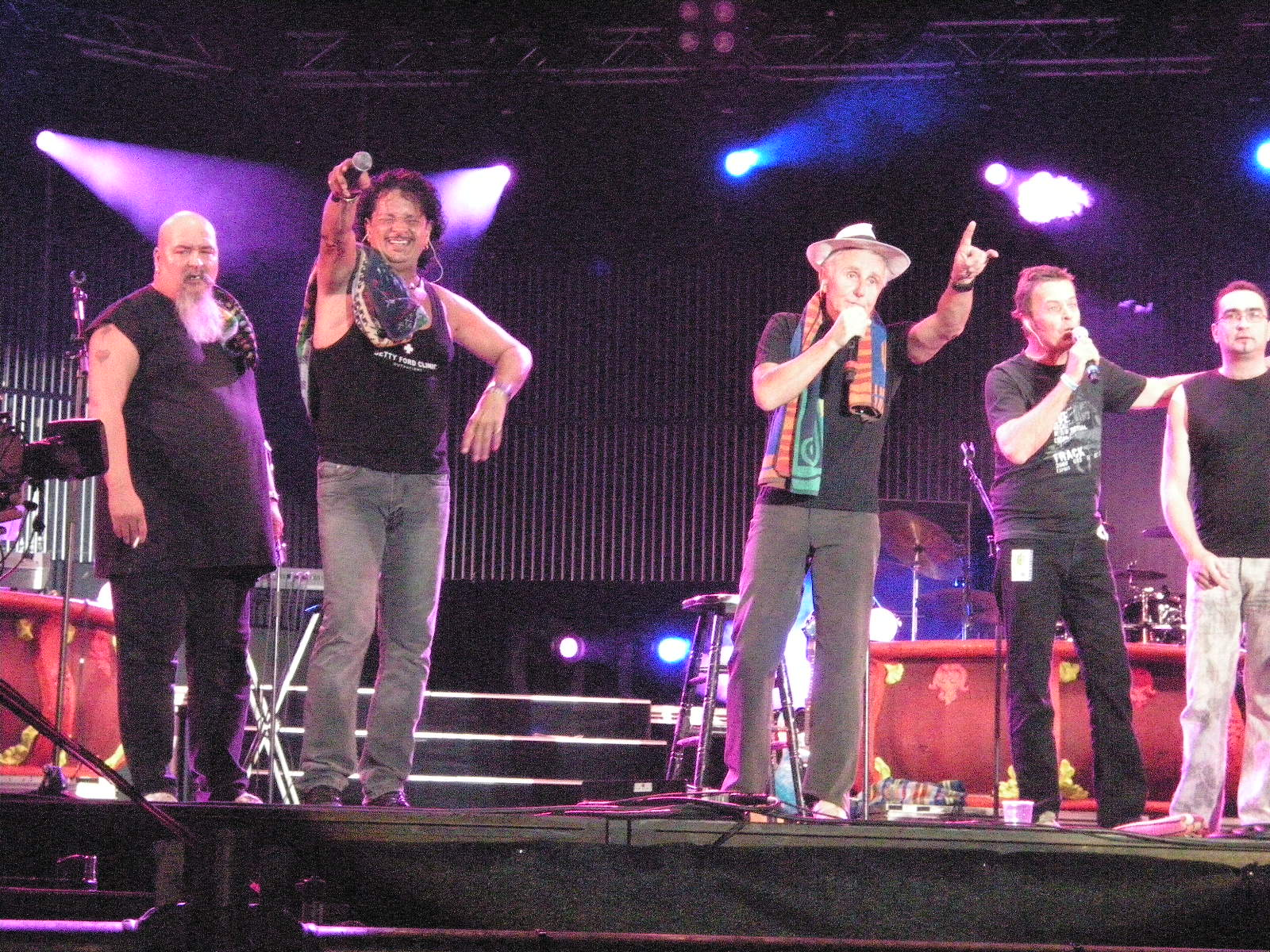
Erste Allgemeine Verunsicherung (2008)

Die Neue Deutsche Welle der 1980er Jahre war auch für viele österreichische Bands der Wegbereiter zum Erfolg. Insbesondere Minisex war mit deutschsprachigen Texten mehrmals in den Charts zu finden. In diesen Zeitabschnitt fallen auch die großen Erfolge der Ersten Allgemeinen Verunsicherung, die auch in anderen Ländern Europas mit humorvoll angehauchten, oft politischen Texten bekannt wurde.

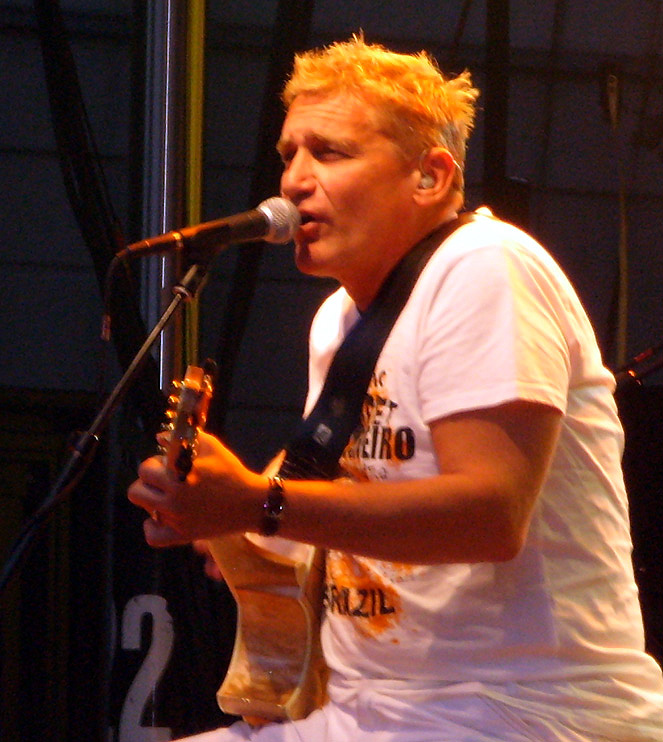
Rainhard Fendrich (2006)

Die Dialektwelle ebbte zunehmend ab. 1981 war nach langer Zeit mit Strada del Sole von Rainhard Fendrich ein Lied im Dialekt an der Spitze der Hitliste zu finden. Wolfgang Ambros und Georg Danzer waren damals eher mit ihren Alben als mit Singles erfolgreich und hatten ab diesem Zeitpunkt keinen großen Hit mehr.

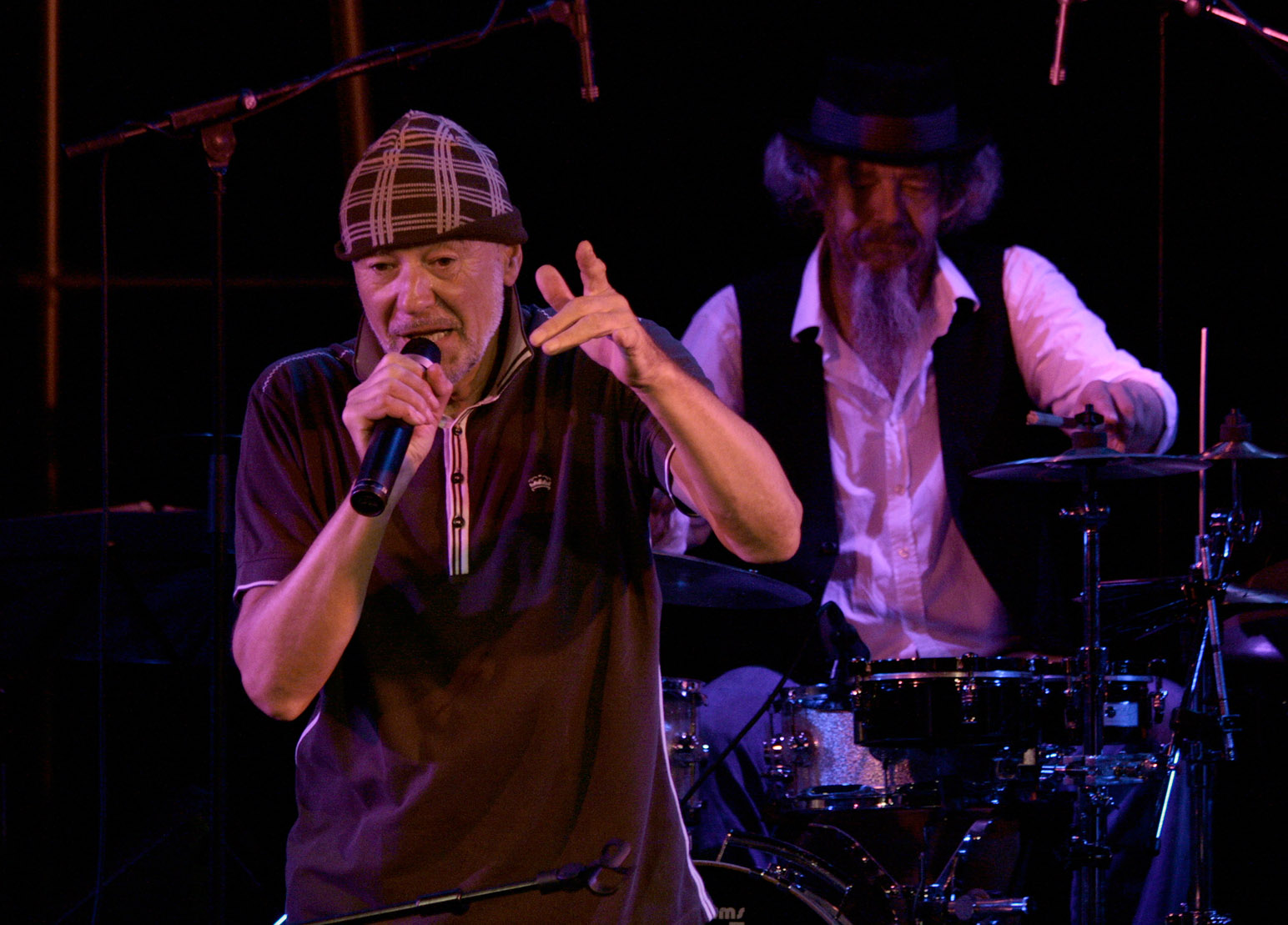
Willi Resetarits alias Dr. Kurt Ostbahn (2009)

In Wien formierte sich mit der Band Kurt Ostbahn & die Chefpartie um den früheren Sänger der Politrock-Band Schmetterlinge, Willi Resetarits, eine weitere Band, die vorerst berühmte Blues-, Rock-, Folk- und Rhythm-and-Blues-Stücke ins Wienerische übersetzte, dann aber auch eigens Lieder textete.
Ebenfalls in den heimischen Charts erfolgreich war in den 1980er Jahren Stefanie Werger. Im Sommer 1984 waren die drei Steirer Schiffkowitz (mit bürgerlichem Namen Helmut Röhrling), Günter Timischl und Gert Steinbäcker, die sich in der zweiten Hälfte der 1970er Jahre zur Pop/Rock-Band S.T.S. zusammenfanden, mit dem Lied Fürstenfeld die Nummer 1 der Hitparade.

#### Welterfolge in den 1980er Jahren

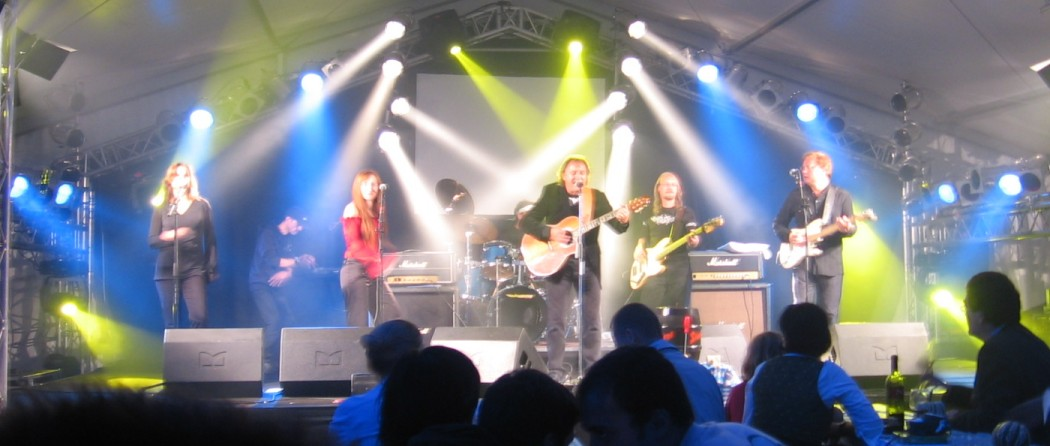
Opus (2007)

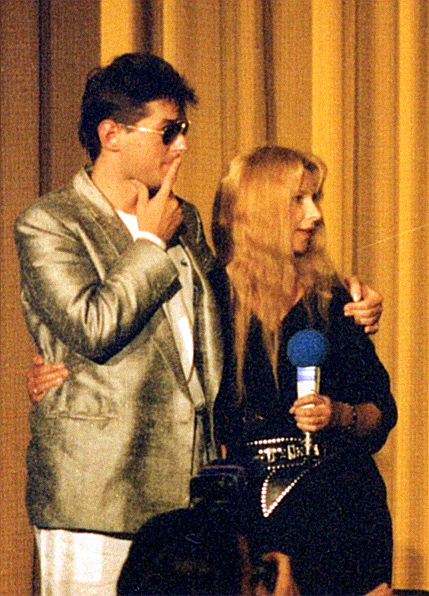
Falco (1986)

Mit der aufkommenden New-Wave-Szene kamen weitere neue Künstler zu Popularität. Zu Beginn der 1980er Jahre feierte Falco, der mit vielen seiner Lieder den deutschsprachigen Raum eroberte, auch als erster deutschsprachiger Rapper bezeichnet (Der Kommissar), internationale Erfolge. Bis heute ist er, neben Hauenstein/Supermax, der international bedeutendste österreichische Popmusiker. Kurz zuvor war Reinhold Bilgeri mit Video Life an die Spitze der brasilianischen Charts geklettert. Im Jahr 1984 hatte die Band Opus einen weiteren internationalen Hit mit Live Is Life. Ein Jahr später war es abermals Falco, der mit Rock Me Amadeus in zahlreichen Ländern die Hitparaden anführte. Er war nach Anton Karas der zweite Österreicher, der in den USA einen Nummer-eins-Hit hatte. Im deutschsprachigen Gebiet konnte die Erste Allgemeine Verunsicherung mit Ba-Ba-Banküberfall, Märchenprinz (1985) oder Fata Morgana (1987) Erfolge landen.

### Von 1990 bis 2009

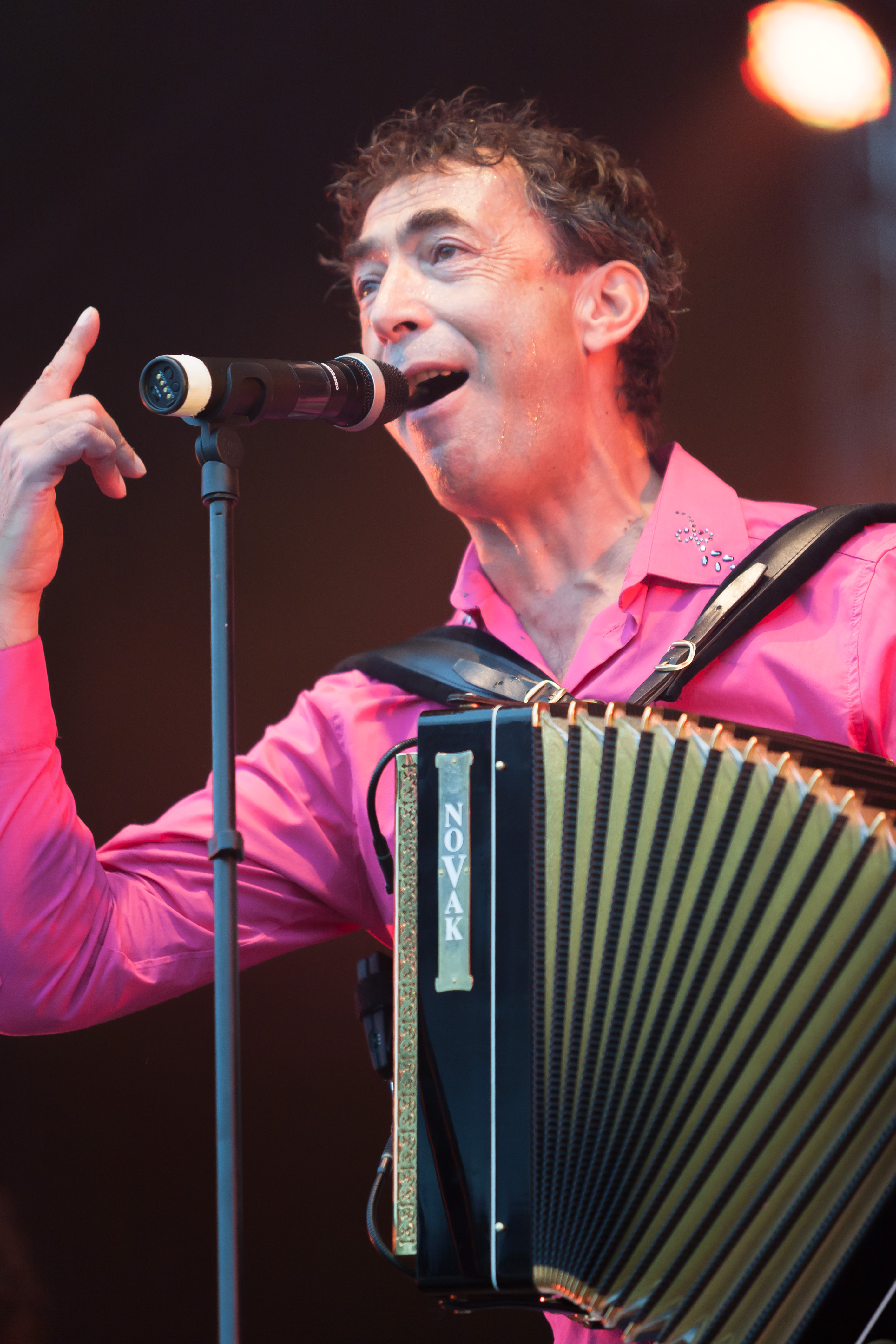
Hubert von Goisern (2009)

Ab 1990 wurde es um den Austropop zunächst ruhiger. Die EAV und Rainhard Fendrich erreichten noch einige Chartpositionen. Hubert von Goisern feierte 1992 mit seinen Original Alpinkatzen sein Debüt. Viele der bekannten Lieder dieses Musikers sind traditionelles Liedgut, neu interpretiert. Mit dem Alpenrock entstand ein neues Genre, ein erster Hit war das Hiatamadl von Goiserns. Diese Musik ist weniger „österreichisch“ im eigentlichen Sinne, als grenzübergreifend alpenländisch. Mit der Zeit wurde das Genres der modernen Popularmusik in viele andere Bereiche übertragen. Zu den mehr an der Volksmusik orientierten Gruppen zählen etwa die Ausseer Hardbradler, die Seer – später kommerziell sehr erfolgreich – oder Attwenger mit experimentelleren Ansätzen der Adaption von Strömungen wie Rap und Drum and Bass. Als Überbegriff für diese Stilrichtung etablierte sich Neue Volksmusik, die als europäischer Ableger der Weltmusik gesehen werden kann.
Ab Mitte der 1990er Jahre wurden österreichische Musiker aus dem Bereich der Popmusik kaum mehr von den heimischen Radiostationen, vor allem dem seit Jahrzehnten dominierenden Sender Ö3, gespielt. Als Begründung wurde genannt, es gäbe einen Mangel an erfolgversprechenden Künstlern. Mit Blond von Rainhard Fendrich im Jahr 1997 gab es den bislang letzten Nummer-eins-Hit im Wiener Dialekt, der unter den Begriff Popmusik fällt. Ende der 1990er Jahre gründeten Danzer, Fendrich und Ambros für ein Benefizprojekt das Projekt Austria 3 und tourten durch den deutschsprachigen Raum, gaben aber auch in anderen Ländern Konzerte.
Im Bereich des Hip-Hop und der elektronischen Musik konnten zwar einige österreichische Musiker und Formationen international Fuß fassen, diese werden in der Regel aber nicht zum Austropop gezählt. Anfang der 2000er Jahre konnten Interpreten wie Marque oder Tamee Harrison, teils auch international, zeitweise einen gewissen Bekanntheitsgrad erreichen. Zabine, ehemalige Sängerin der Alpinkatzen, schuf eine Mischung aus Volksmusik und elektronischer Musik.
Erfolgreichste Musikerin der Nullerjahre war Christina Stürmer, die Zweitplatzierte der ersten Staffel der ORF-Castingshow Starmania (2002/2003), die sowohl in Österreich wie auch in Deutschland und der Schweiz vordere Hitparadenplätze erreichte. Daneben erlangten auch Formationen wie SheSays, Zweitfrau und Luttenberger*Klug national größere Bekanntheit.
Der öffentlich-rechtliche Rundfunk bot Nachwuchsbands Gelegenheit, sich einer breiteren Öffentlichkeit zu präsentieren - Ö3 mit dem Ö3 Soundcheck, FM4 mit dem bis heute bestehenden FM4 Soundpark. Ö3 erhöhte zwischen 2005 und 2010 seinen On-Air-Anteil von Kompositionen aus Österreich mit der Aktion Die Neuen Österreicher. Erklärtes Ziel war, junge Bands und Musiker zu promoten – zu einem Teil jene, die zuvor schon bei Starmania angetreten waren. Der jeweilige Dialekt wurde von diesen Bands jedoch nur selten verwendet, meist wurde auf Hochdeutsch oder Englisch gesungen.

### Rückkehr des Dialekts im Mainstream
Im Jahr 2010 gab es mehrere österreichische Hits in den Charts, die im Dialekt gesungen wurden und hohe Platzierungen erreichten. Dazu gehörten unter anderem Vo Mello bis ge Schoppornou vom Holstuonarmusigbigbandclub und Oida taunz! von Trackshittaz. Wenige Monate später erreichte Hubert von Goisern mit seinem Lied Brenna tuats guat die Nummer eins der österreichischen Charts.
Gleichzeitig sank der Anteil österreichischer Kompositionen, die im Radio gespielt wurden. Ab April 2014 erhöhten Ö3 und FM4 die Quote nach einem Shitstorm merkbar. Der bereits davor als radiotauglich befundene Julian le Play konnte in diesem Jahr Chartplatz 6 erreichen. Im selben Jahr gewann Thomas Neuwirth als Dragqueen Conchita Wurst mit dem Lied Rise Like a Phoenix für Österreich den Eurovision Song Contest. Aktuell tritt Neuwirth in den zwei Kunstfiguren Conchita und WURST in Erscheinung, als Conchita singt er „glamouröse Diven-Balladen“ und als WURST macht er seit 2019 auch Elektropop.
Bekannte Bands, die etwa ab 2013 größere Erfolge, nicht nur in Österreich, sondern auch in Deutschland zu verbuchen hatten, sind Bilderbuch, Wanda und Granada. Diese Bands haben einen mehr vom Indie-Rock angehauchten Stil und singen größtenteils in österreichischem Hochdeutsch mit einem starken österreichischen Akzent, teils aber auch Passagen gänzlich im Dialekt.
Für einen Überraschungserfolg sorgten Seiler und Speer, deren Lied Ham kummst 2015 sechs Wochen lang die Charts anführte. Der der Neuen Volksmusik zugerechnete Andreas Gabalier etablierte mit dem Volks-Rock'n'Roll, einer Mischung aus volkstümlicher Musik und Rock ’n’ Roll, einen eigenen Musikstil. Der ORF verlängerte zuletzt 2018 seine Musikcharta mit der heimischen Musikwirtschaft, laut der er zu fixen Quoten österreichischer Musik in seinen Radioprogrammen verpflichtet ist.

## Interpreten (Auswahl)
| A–D |  | E–H | I–N | O–S | T–Z |
| --- |  | --- | --- | --- | --- |
| - Achtung Liebe - Alkbottle - Alexander Goebel - Alf Krauliz - André Heller - Andreas Gabalier - Andy Baum - Arik Brauer - Aschenputtel - Attwenger - Ausseer Hardbradler - Austria 3 - Austrofred - Austrotop - Bilderbuch - Bingoboys - Blind Petition - Bluatschink - Boris Bukowski - Carl Peyer - Christian Deix - Christina Stürmer - Conchita Wurst - Contact - Coshiva - DENK - DJ Ötzi - DÖF - Dornrosen - Drahdiwaberl - Duo Mess |  | • Ernst Molden - Edelweiss - Eela Craig - Eric Spitzer-Marlyn - EAV - Edmund - Falco - Franz Morak - Ganymed - Gary Lux - Gernot Pachernigg - Georg Danzer - George Nussbaumer - Global Kryner - Global Deejays - Goldie Ens - Golem - Granada - Gustav - Hallucination Company - Hansi Dujmic - Hansi Lang - Heinrich Walcher - Heinz aus Wien - Heli Deinboek - Herbstrock - HMBC - Hubert von Goisern | - Jazz Gitti - Joesi Prokopetz - Johann K. - Kurt Gober Band - Kurt Sowinetz - Leo Aberer - Ludwig Adam - Ludwig Hirsch - Der Machatschek - The Madcaps - Madita - Mainstreet - Manfred Deix und die Good Vibrations Band - Manfred Holub - Maria Bill - Marianne Mendt - Mario Lang - Marque - Milestones - Minisex - Misthaufen - Mo - Mondscheiner - Monti Beton - Der Nino aus Wien - Nickerbocker & Biene - No Bros | - Old Formation - Opus - Original Alpinkatzen - Ostbahn-Kurti - Ostbahn-Kurti und die Chefpartie - Ostbahn-Kurti und die Kombo - Papermoon - Penny McLean - Peter Cornelius - Pizzera und Jaus - Poxrucker Sisters - Professor Kaiser - Querschläger - Rainhard Fendrich - Reinhold Bilgeri - S.T.S. - Schmetterlinge - Die Seer - Seiler und Speer - SheSays - Shiver - Sigi Maron - Soap&Skin - Simone Stelzer - Stefanie Werger - Superfeucht - Supermax | - Tamee Harrison - Texta - Trackshittaz - Total Chaos (Hip-Hop) - Thomas Forstner - Tom Pettings Hertzattacken - TURBOBIER - Turning Point - Ulli Bäer - Boys from Hernois - Vera - Valerie - Verena Pötzl - Voodoo Jürgens - Wanda - Waterloo & Robinson - Wilfried - Wolfgang Ambros - Die No. 1 vom Wienerwald - Worried Men Skiffle Group - Zabine - Zealmen - Zweitfrau |

## Medien
- Weltberühmt in Österreich – 50 Jahre Austropop, Dokumentarfilmreihe aus den Jahren 2006 bis 2008. Seit 2011 werden neue Folgen der Reihe produziert.
- Wickie, Slime & Paiper, ein Buch und darauf basierende Hörfunk- und Fernsehsendungen, CD-Veröffentlichungen und Veranstaltungen